# 降三世明王
降三世明王（ごうざんぜみょうおう。降三世夜叉明王とも呼ばれる）、および勝三世明王は、仏教における明王の一尊。五大明王としては東方に配される。阿閦如来の化身とされる。

## 降三世のサンスクリット語名とその起源
降三世はサンスクリット語で、トライローキャ・ヴィジャヤ（三界の勝利者 Trailokyavijaya）といい、正確には「三千世界の支配者シヴァを倒した勝利者」の意味。
経典によっては、そのまま、孫婆明王（そんばみょうおう）とも、後期密教の十忿怒尊ではシュンバ・ラージャ (Śumbharāja)とも呼ばれる。
その成立は、古代インド神話に登場するシュンバ (Śumbha)、ニシュンバ (Niśumbha) というアスラの兄弟に関係し、密教の確立とともに仏教に包括された仏尊である。
同体とされる勝三世明王は、降三世と起源を同じくするものの、「一面二臂タイプのトライローキャヴィジャヤ」として近年インドでも出土しており、ヴァジュラ・フーンカーラ菩薩(Vajrahūṃkāra)とも言われる。

## 仏教での尊格・像容

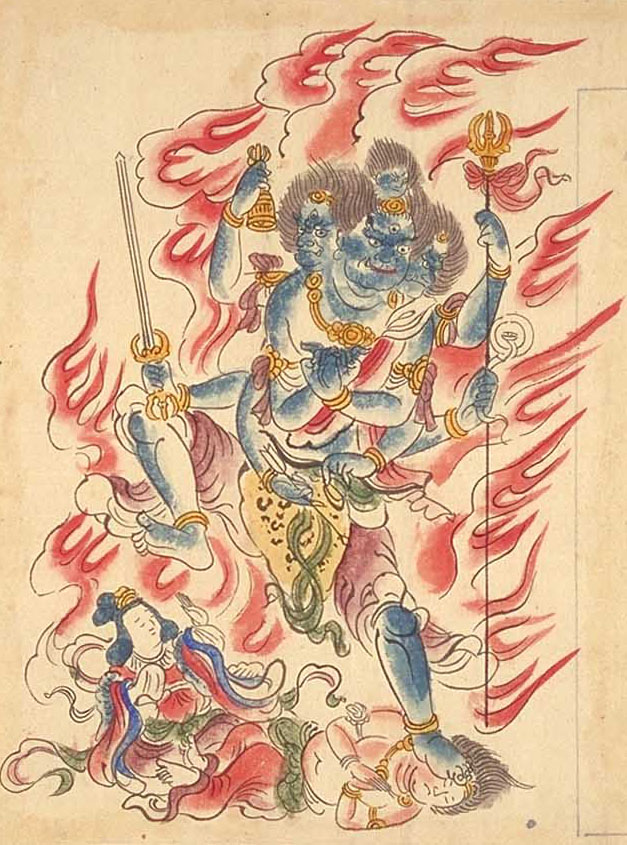
降三世明王 平安時代の仏像図集『図像抄』（十巻抄）より

仏教の説話では、降三世明王は仏の教えに従わない天界の神々の王である大自在天（シヴァ）と、その神妃、烏摩妃（パールヴァティー）を降伏させたとする。
シヴァは妻のパールヴァティーと共に「過去・現在・未来の三つの世界を収める神」としてヒンドゥー教の最高神として崇拝されていたが、大日如来はヒンドゥー教世界を救うためにシヴァの改宗を求めるべく、配下の降三世明王を派遣し（或いは大日如来自らが降三世明王に変化して直接出向いたとも伝えられる）、頑強難化のシヴァとパールヴァティーを遂に超力によって降伏し、仏教へと改宗させた。降三世明王の名はすなわち「三つの世界を収めたシヴァを下した明王」という意味なのである。
降三世明王は右の絵の通り四面八臂の姿をしており、二本の手で印象的な「降三世印」を結び、残りの手は弓矢や矛などの武器を構える勇壮な姿であるが、何より両足で地に倒れた大自在天（シヴァ）と妻烏摩妃（パールヴァティー）を踏みつけているのが最大の特徴である。誰かを踏みつけた仏と言えば四天王がそれぞれ邪鬼を踏みつけているが、降三世明王は「異教とはいえ神を倒して踏みつけている」という点でひと際異彩を放つ仏である。

## 曼荼羅における降三世・勝三世（シュンバとニシュンバ）
降三世明王と勝三世明王の2尊は胎蔵界曼荼羅に、孫婆菩薩と爾孫婆菩薩の2尊としては金剛界曼荼羅に小さく登場する。
その際は2尊とも柔和な童子形である。
金剛界曼荼羅のブロックである「会」に、その名を冠した降三世会と降三世三昧耶会があり、何故か、明王として唯一、大円輪の中に登場する。

## インド神話・仏教説話のシュンバ・ニシュンバ
『マールカンデーヤ・プラーナ』において、アスラ神族の兄弟シュンバ（シュムバとも）とニシュンバ（ニシュムバとも）という名は、それぞれ同じく「殺戮者」という意味である。シュンバとニシュンバは地上にあるあらゆる富を所有していた。二人は、かつて世界（天界・地上界・地下界の三界）の王だったマヒシャの無念を晴らすべく三界をアスラ神族の元へと奪還し、兄弟でアスラ王となった。
しかもシュンバ・ニシュンバ兄弟は、
と様々な権限を有したうえでの三界の兄弟王となったのである。

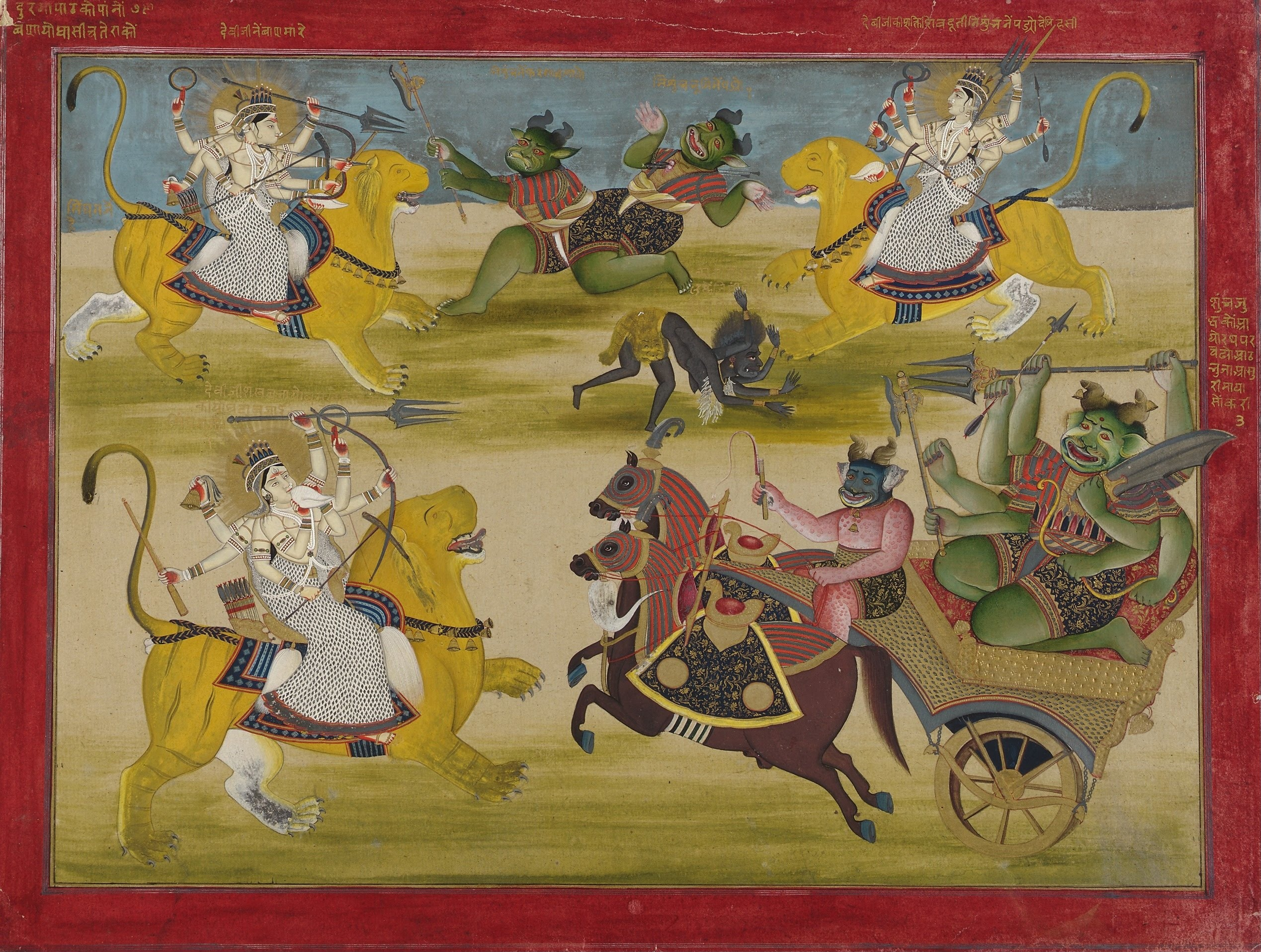
ドゥルガーと戦うシュンバ、ニシュンバ兄弟王

ある日、部下のチャンダとムンダがガンジス河でアムビカーという女性を見て恋に落ち、彼女と結婚してはどうかと上司のシュンバに提案した。シュンバはさっそくアムビカーのところへ行って求婚した。これに対しアムビカーの答えは「戦いにおいて自分に打ち勝った者だけが私の夫になる資格がある」と告げるやいなや、正体を現した。彼女は女神ドゥルガー、すなわち、かつてアスラ王マヒシャを倒したその人であった。
こうして三界は再び戦争に陥った。シュンバ・ニシュンバの軍勢はデーヴァ神族を圧倒したが、ドゥルガーが戦場で活躍するチャンダとムンダと戦った際、彼女の怒りから黒き殺戮の女神カーリー（迦利）が生まれて二人を倒した。強力なアスラ・ラクタヴィージャはカーリーに傷つけられると流れた血から数多の魔神を作ったが、カーリーはその魔神達を片端から飲み込み、ラクタヴィージャの血も飲み尽くしてこれを倒した。ドゥルガーはさらに8つの姿に変化しながら兄弟王に挑み、まずニシュンバを倒した。しかし強力なシュンバには手こずり、ブラフマー、ヴィシュヌ、シヴァ、インドラの助力を得て、ようやくシュンバを倒すことができたという。
しかし、仏教の説話では、仏の教えに従わない神々の王大自在天（シヴァ）と、その神妃、烏摩妃（パールヴァティー）を降伏させるため金剛手菩薩（金剛薩埵）は、アスラの兄弟シュンバ・ニシュンバの真言を用いてアスラとしての姿を取ったうえでシヴァとパールヴァティーを踏み殺した上でもう一回命を吹き込み、調伏した。

## 逸話
柴田勝久は、堀内寛仁の校訂によるサンスクリット本に基づき、また金剛手（ヴァジュラパーニ）と降三世明王を同一視し、以下のように記述している。

## 著名な降三世明王像

### 彫像
- 東寺（五大明王の内の一尊、平安時代）
- 明通寺（平安時代）

## 真言
- オン ニソムバ バサラウンパッタ[12]
- オン ソンバ ニソンバ ウン バザラ ウン ハッタ
- オン ソンバ ニソンバ ウン ギャリカンダ ギャリカンダ ウン ギャリカンダハヤ ウン アノウヤ コク バギャバン バザラ ウン ハッタ Oṃ śumbha niśumbha hūṃ gṛhṇa gṛhṇa hūṃ gṛhṇāpaya hūṃ ānaya ho bhagavan vajra hūṃ phaṭ.[13]（オーン、シュンバよ、ニシュンバよ、フーン、捕えよ、捕えよ、フーン、捕えしめよ、フーン、引き入れよ、ホー、世尊よ、金剛よ、フーン、パット）[13]